# Rågsved
Rågsved est un quartier d'Enskede-Årsta-Vantör à Stockholm en Suède.

## Situation
Rågsved est un quartier du district d'Enskede-Årsta-Vantör de Söderort.
Le quartier borde Hagsätra, Högdalen et Fagersjö, ainsi que la commune d'Huddinge au sud. Rågsved est divisé par le métro de Stockholm, qui traverse le quartier.
Un côté comprend le complexe central emblématique en forme de fer à cheval et l'autre côté est situé sur une colline.
Le centre commercial circulaire est à côté de la station de métro Rågsved.
Rågsved a été créé en 1956 et sa superficie est de 2,05 kilomètres carrés.

## Bâtiments
La première zone construite était Snösätrahöjden et Bjursätrahöjden au sud du métro.
L'emménagement a eu lieu à l'automne 1956.
Les constructions, dans le style classique des années 1940, sont des maisons étroites à trois étages.
Aujourd'hui, Rågsved possède un certain nombre de bâtiments précieux qui ont été classés verts par le musée municipal, dont le bâtiment central et la place, mais aussi des bâtiments résidentiels des côtés sud et nord du métro.

## Transports
La station de métro Rågsved est sur la ligne T19 du métro de Stockholm.

## Galerie

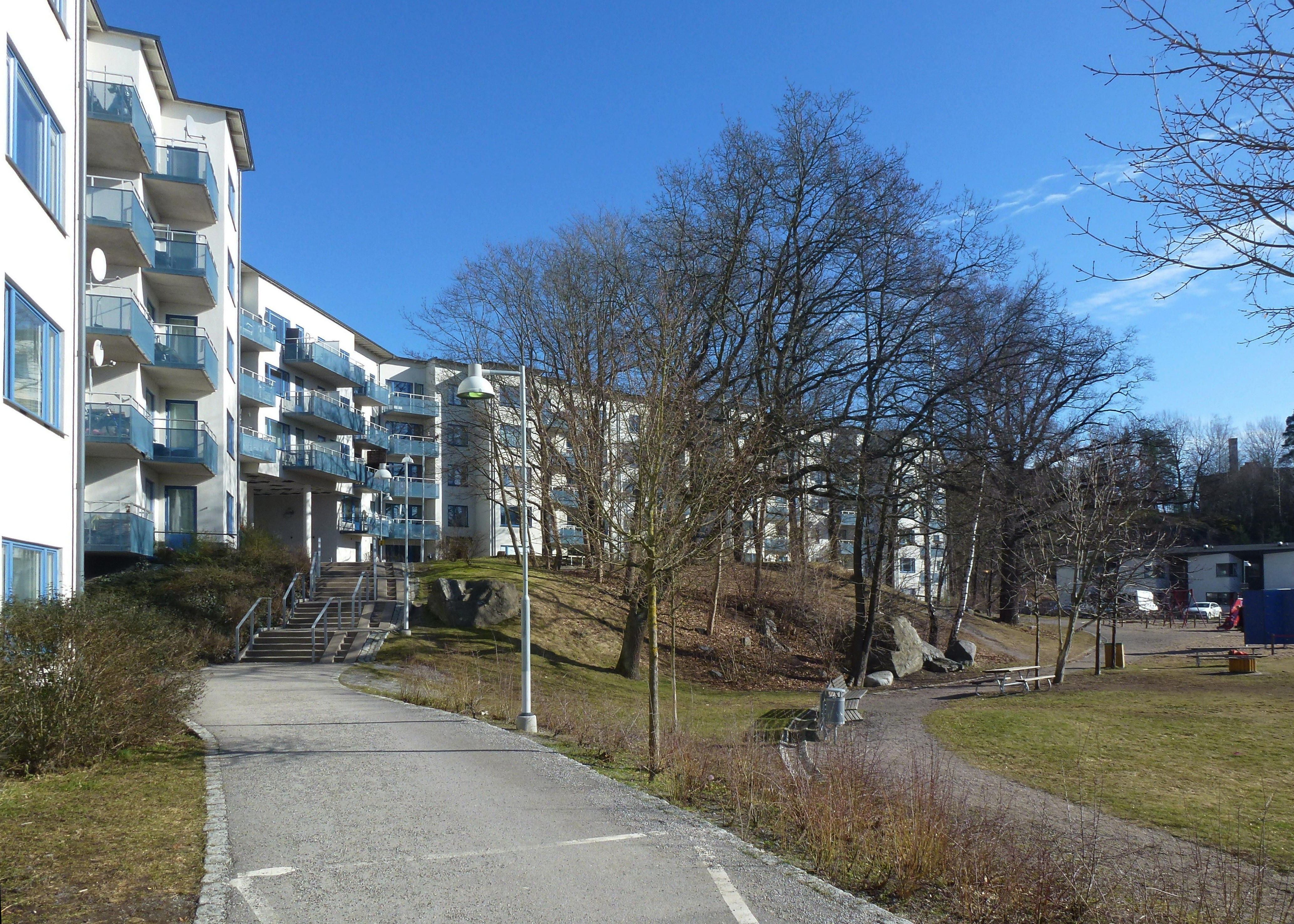
Le quartier Bäverdalen.
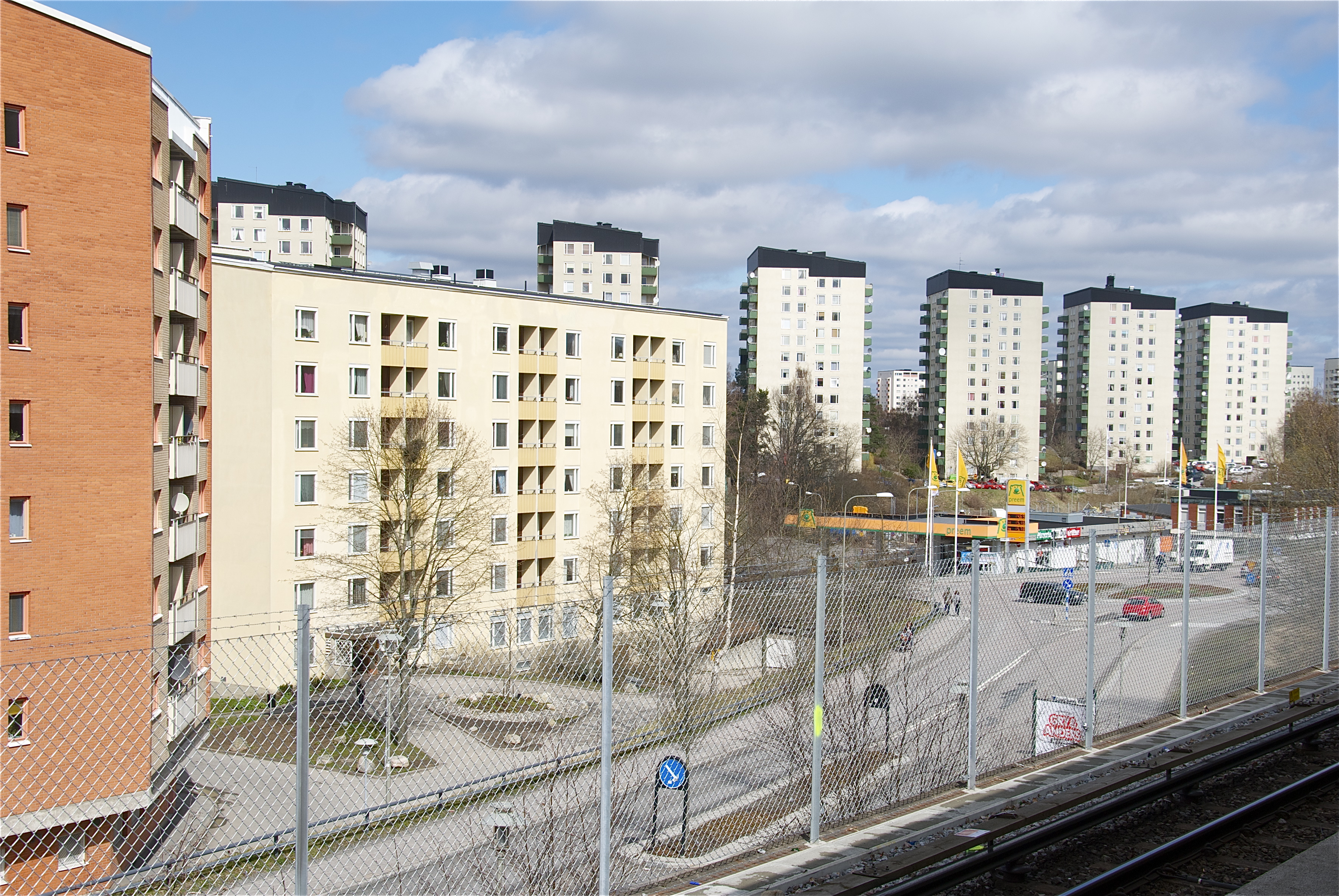
Bâtiment à l'est du centre de Rågsved.
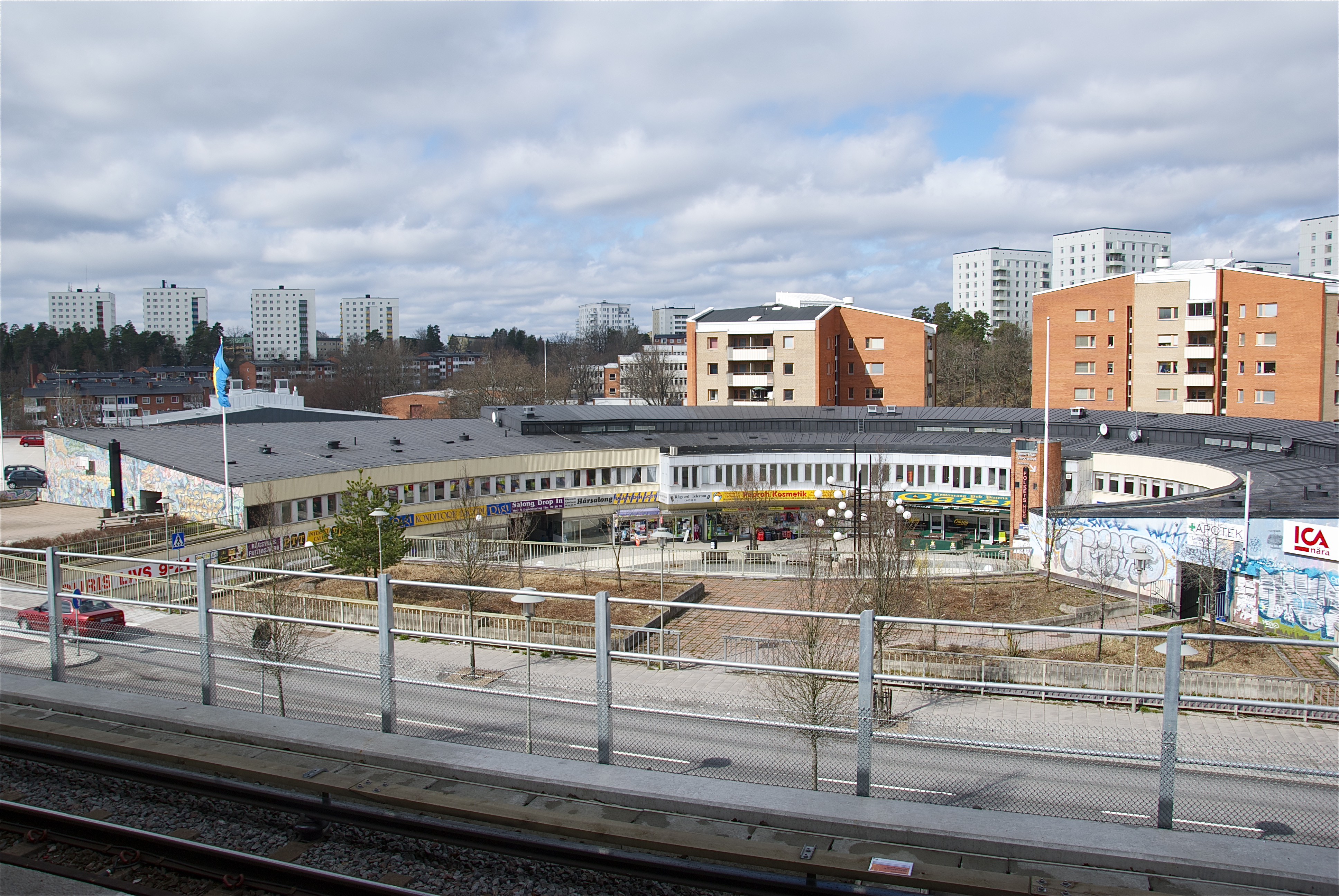
Le centre de Rågsved vu depuis la station de métro.

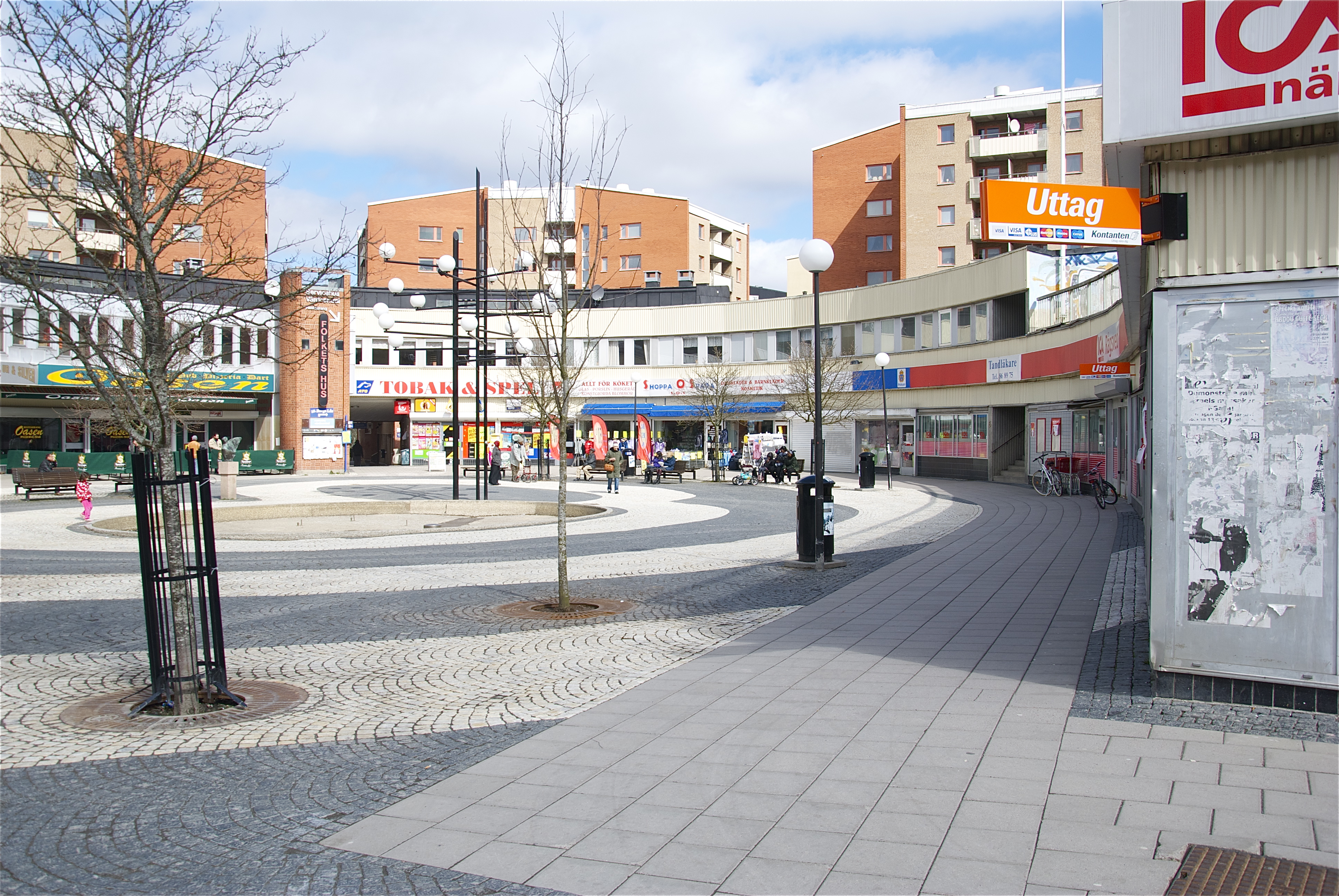
Centre commercial de Rågsveds.
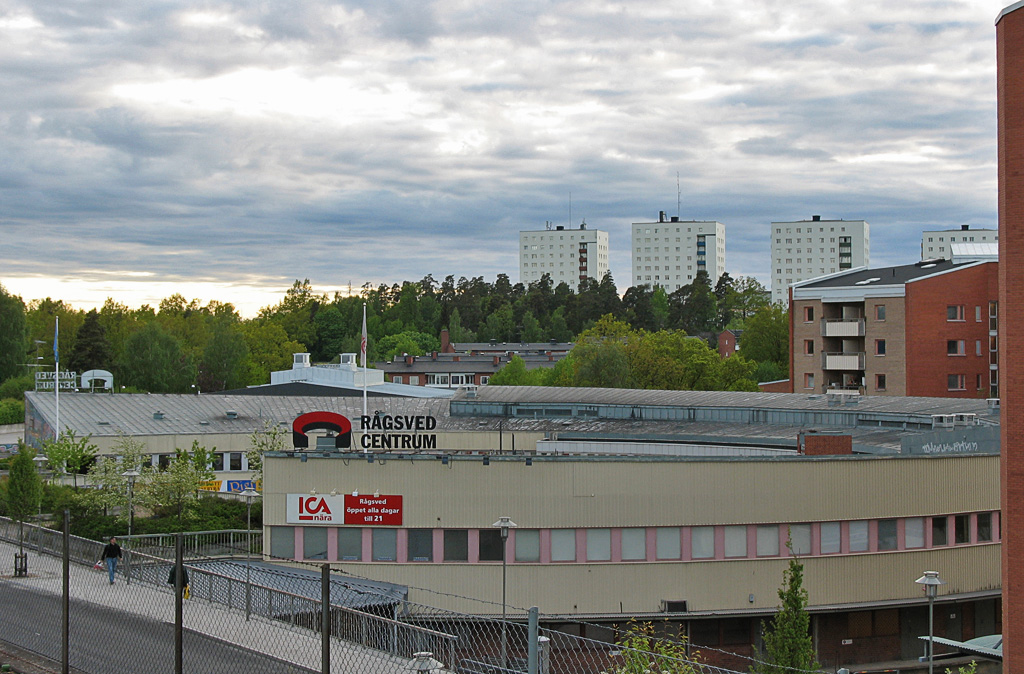
Centre commercial de Rågsveds.
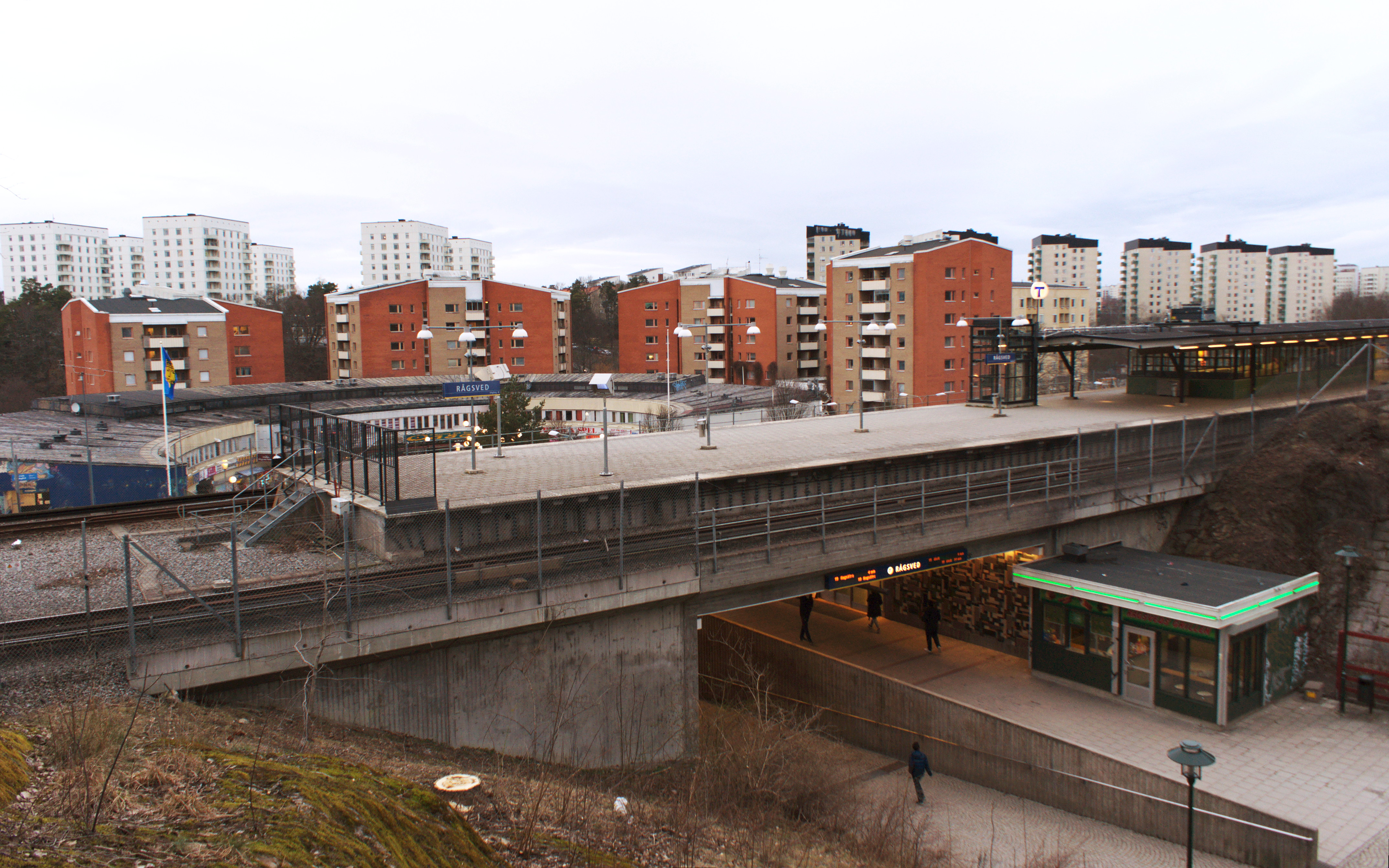
La station de métro Rågsved au premier plan et le centre-ville de Rågsved, mars 2020.